# Saison 3 de Bored to Death
Chronologie
Saison 2
Cet article présente le guide des épisodes de la troisième saison de la série télévisée américaine Bored to Death.

## Généralités
Cette troisième saison est composée de 8 épisodes.

### Synopsis
Après une rupture sentimentale, un écrivain trentenaire, alcoolique et fumeur de marijuana, en panne d'inspiration et vivant à Brooklyn, va s'improviser détective privé à l'image des héros de Raymond Chandler en inscrivant une annonce sur internet, afin de stimuler son imagination.

## Distribution de la saison

### Acteurs principaux
- Jason Schwartzman : Jonathan Ames
- Ted Danson : George Christopher
- Zach Galifianakis : Ray Hueston

### Acteurs récurrents
- Heather Burns : Leah (petite amie de Ray)
- Oliver Platt : Richard Antrem
- Laila Robins : Priscilla (ex-femme de George et femme actuelle de Richard)
- John Hodgman : Louis Green

### Invités
- Stacy Keach : Bergeron (le père biologique de Jonathan).

## Liste des épisodes

### Épisode 1:La Blonde dans les bois
- États-Unis : 10 octobre 2011 sur HBO[2]
- France : 11 février 2012 sur Orange Cinénovo[3],[4]
- Québec : sur Super Écran

- États-Unis : 240 000 téléspectateurs (première diffusion)

### Épisode 2:Sucre d'orge
- États-Unis : 17 octobre 2011 sur HBO
- France : 11 février 2012 sur Orange Cinénovo[4]
- Québec : sur Super Écran

- États-Unis : 250 000 téléspectateurs (première diffusion)

### Épisode 3:La Malédiction des Hommes
- États-Unis : 24 octobre 2011 sur HBO
- France : 18 février 2012 sur Orange Cinénovo[4]
- Québec : sur Super Écran

- États-Unis : 300 000 téléspectateurs (première diffusion)

### Épisode 4:On pourrait chanter en duo
- États-Unis : 31 octobre 2011 sur HBO
- France : 18 février 2012 sur Orange Cinénovo[4]
- Québec : sur Super Écran

- États-Unis : 190 000 téléspectateurs (première diffusion)

### Épisode 5:Je prends des bains comme Lady Macbeth
- États-Unis : 7 novembre 2011 sur HBO
- France : 25 février 2012 sur Orange Cinénovo[4]
- Québec : sur Super Écran

- États-Unis : 150 000 téléspectateurs (première diffusion)

### Épisode 6:Deux Grosses Perles et un lingot d'or
- États-Unis : 14 novembre 2011 sur HBO
- France : 25 février 2012 sur Orange Cinénovo[4]
- Québec : sur Super Écran

- États-Unis : 250 000 téléspectateurs (première diffusion)

### Épisode 7:On s'en fout des harengs!
- États-Unis : 21 novembre 2011 sur HBO
- France : 3 mars 2012 sur Orange Cinénovo[4]
- Québec : sur Super Écran

- États-Unis : 180 000 téléspectateurs (première diffusion)

### Épisode 8:Tout va bien, il suffit que je me taille
- États-Unis : 28 novembre 2011 sur HBO
- France : 3 mars 2012 sur Orange Cinénovo[4]
- Québec : sur Super Écran

- États-Unis : 230 000 téléspectateurs (première diffusion)

## Informations sur le coffretDVD
- Intitulé du coffret :
- Éditeur :
- Nombres d'épisodes : 8
- Nombres de disques : 2
- Format d'image :
- Audio : 
  - Langues :
  - Sous-titres :
- Durée :
- Bonus :
- Dates de sortie :
  -  États-Unis : indéterminée
  -  France : indéterminée
  -  Québec : indéterminée